# Binguel (Tankougounadié)
Pour les articles homonymes, voir Binguel.
Binguel est une commune située dans le département de Tankougounadié, dans la province du Yagha, région du Sahel, au Burkina Faso.

## Géographie
Binguel est un village situé à cinq kilomètres de Tankou.